# Neochelanops unsaac
Espèce
Neochelanops unsaac est une espèce de pseudoscorpions de la famille des Chernetidae.

## Distribution
Cette espèce est endémique de la région de Cuzco au Pérou.

## Description
Le mâle holotype mesure 1,36 mm et la femelle paratype 1,76 mm.

## Étymologie
Son nom d'espèce lui a été donné en référence à l'université nationale San Antonio Abad de Cusco (UNSAAC).

## Publication originale
- Zaragoza, Condori Ccoto & Del Castillo Espinoza, 2019 : « Pseudoscorpions from Cusco, Peru, with description of a new species of Neochelanops (Pseudoscorpiones: Chernetidae). » Journal of Arachnology, vol. 47, no 2, p. 217-225 (texte intégral).